# لويز آرشامبو
لويز آرشامبو هي كاتبة سيناريو ومخرجة كندية، (ولدت في مونتريال في كندا 1970  م).

## وصلات خارجية
- لويز آرشامبو على موقع IMDb (الإنجليزية)
- لويز آرشامبو على موقع ألو سيني (الفرنسية)
- لويز آرشامبو على موقع أول موفي (الإنجليزية)
- لويز آرشامبو على موقع قاعدة بيانات الفيلم (الإنجليزية)
- لويز آرشامبو على موقع كينوبويسك (الروسية)